# ASTRONAUTS
『ASTRONAUTS』（アストロノーツ）は、史村翔（武論尊）原作・沖一作画による漫画。『ヤングマガジン』（講談社）にて1984年6号から1986年2号まで連載された。
史村翔が同じく原作を書いた『ファントム無頼』を自衛隊パイロットからNASAの宇宙飛行士に置き換えたリメイク的作品。原作者である史村翔は宇宙物に興味は無かったが、編集者にスペースシャトル展へ無理やり連れて行かれたことがきっかけとなっている。
日本人のカンダ、イタリア系のロッキー、ロシア人のシャーリーなどのメンバーによる、宇宙飛行士の世界が舞台の物語。専門用語もたくさん出るものの、人情や友情の話が多い。

## 主な登場人物
- カンダ・タケシ
- ロッキー・シュナイダー
- シャーリー
- ファイヤー（ボビー）
- トップ（ボリス）
- ボーイ（ウイリアム・ボーイ・ディック）
- クリス（クラリッサ・ロス）
- ビッグ・ママ

## 書誌籍情報
ヤンマガKCスペシャル（講談社）版
1. 1984年 ISBN 406102017X
2. 1985年 ISBN 4061020226
3. 1985年 ISBN 4061020315
4. 1986年 ISBN 4061020447

新装版（KCデラックス）（講談社）
1. 2012年 ISBN 9784063766455
2. 2012年 ISBN 9784063766462
3. 2012年 ISBN 9784063766486